# Hollandia címere

Hollandia címere

Hollandia címere egy koronázott kék színű pajzs, amelyen egy sárga ágaskodó oroszlán kivont kardot és nyílköteget tart a mancsaiban. A pajzsot az oroszlán körül fehér téglalapok (billetek) díszítik, és kék szalagon állva, két sárga színű oroszlán tartja. A címert bíbor és hermelin színű palást borítja, csúcsán a királyi koronával. A szalagon az ország mottója olvasható: „Je Maintiendrai” (Fenntartom).